# Андания
Андания (греч. Ανδανία) — бывший муниципалитет в Мессении, Пелопоннес, Греция . После реформы местного самоуправления 2011 года он входит в состав муниципалитета Ихалия, в составе которого является муниципальным образованием. Площадь составляет 88.694 км 2 . Население — 2327 человек (2011 г.). Административный центр муниципалитета находился в пос. Дьяволици.

## История
В древности Андания (др.-греч. Ἀνδανία) был городом древней Мессении и столицей царей народа лелегов. Он был известен как место рождения Аристомена, но к концу Второй мессенской войны его покинули жители, которые укрылись в хорошо укреплённой крепости Ира. С того времени Андания была обычной деревней. Ливий описывает его как parvum oppidum (маленький городишко), а Павсаний, восхищавшийся тамошними мистериями, видел только руины, когда посетил место во втором веке. Андания располагалась на дороге, ведущей из Мессены в Мегалополис. Упоминаемый у Гомера город Эхалия Страбон отождествляет с Анданией, а Павсаний — с Карнасионом, который находился всего в 8 стадиях от Андании.